# تیم ملی بسکتبال مجارستان
تیم ملی بسکتبال مجارستانی (به انگلیسی: Hungary national basketball team) نماینده کشور مجارستان در مسابقات بین‌المللی بسکتبال است.